# 이스탄불루 겔린
《이스탄불루 겔린》(튀르키예어: İstanbullu Gelin)는 2017년부터 현재까지 방영된 터키의 텔레비전 드라마이다.